# Orna Berry

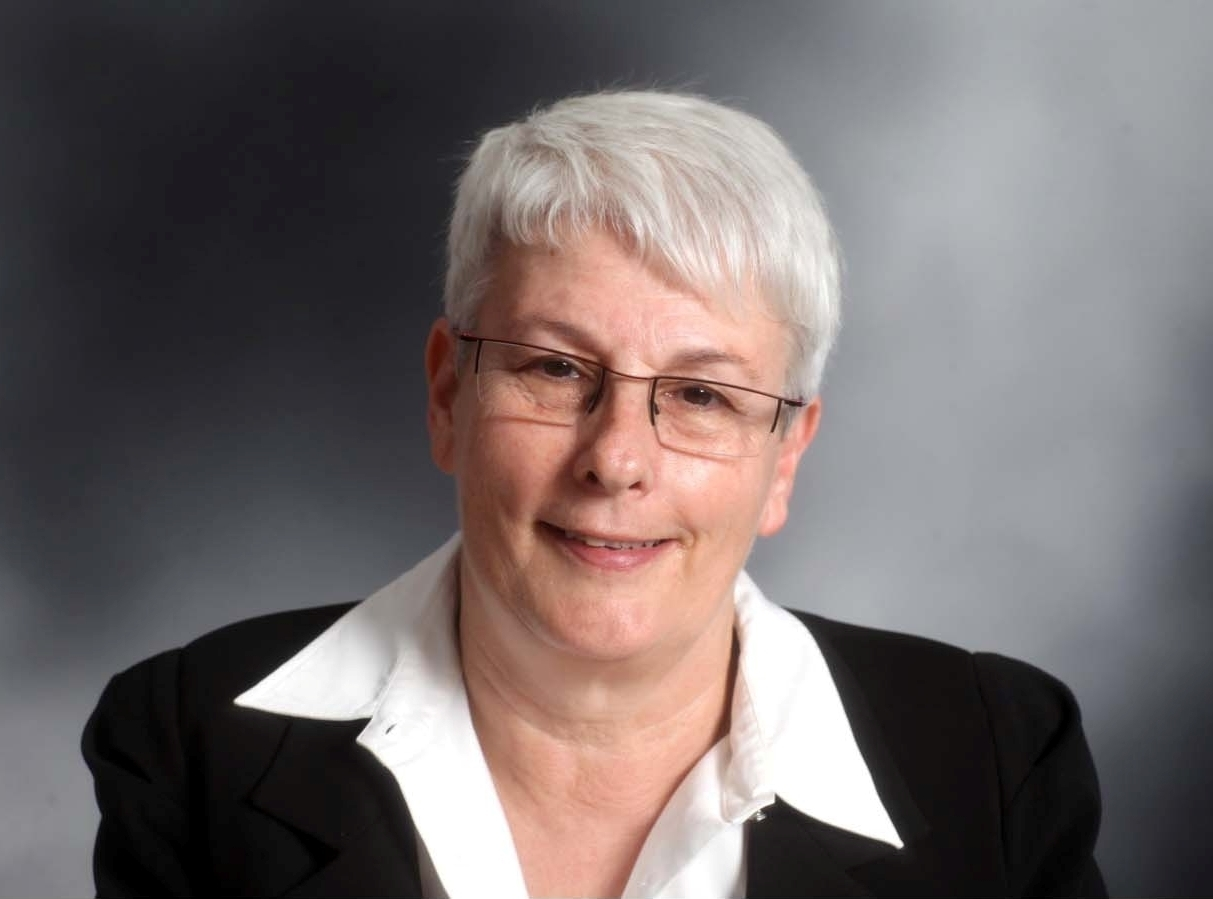
Orna Berry (2011)

 Orna Berry (hebräisch ארנה ברי; * 19. Dezember 1949 in Jerusalem, Israel) ist eine israelische Informatikerin und Unternehmerin. Sie war 1996 die erste Frau, die als Chefwissenschaftlerin und Leiterin der industriellen Forschungs- und Entwicklungsabteilung des israelischen Ministeriums für Industrie, Handel und Arbeit tätig war.

## Leben und Werk
Berry wurde in Jerusalem als Tochter von Raisa und Yoash Tsiddon geboren und ist in Tel Aviv aufgewachsen und ausgebildet worden. 1967 wurde sie zur israelischen Luftwaffe eingezogen, wo sie bis 1970 als Offizierin der Flugschule diente und ihren Militärdienst als Oberleutnant beendete. 1975 schloss sie ihr Studium mit einem Bachelor-Abschluss  in Mathematik und Statistik an der Universität Haifa ab. Nachdem sie einen Master-Abschluss  in Statistik und Operations Research an der Universität Tel Aviv erhalten hatte, studierte sie ab  1979 an der Universität von Südkalifornien (USC) in den Vereinigten Staaten. Sie erwarb dort 1982 einen weiteren Master-Abschluss (M.Sc.) in Informatik und promovierte 1986 in Informatik. Während ihres Studiums war sie wissenschaftliche Mitarbeiterin bei der Rand Corporation. Berry ist Mutter von drei Kindern.

## Forschung und Entwicklung
Berrys Forschung veranschaulichte in ihrer Veröffentlichung von 1986, wie verteilte Simulationsprogramme durch asynchrone verteilte Berechnungen beschleunigt werden konnten. Nach Abschluss ihrer Promotion forschte sie bei den Firmen System Development Corporation, Burroughs und UNISYS, wo sie ihre Tätigkeit im Bereich Local Area Network (LAN) begann. Nach ihrer Rückkehr aus den Vereinigten Staaten nach Israel im Jahr 1987 arbeitete sie in dem Forschungslabor von IBM in Haifa, wo sie sich mit Hardwaresimulationen auf verschiedenen Intel -Chiparchitekturen beschäftigte. 1989 forschte sie bei Fibronics und war an der Entwicklung von Projekten im Bereich lokaler Kommunikationsnetze der Typen Fiber Distributed Data Interface (FDDI) und Token Ring beteiligt.

### Ornet Datenkommunikationstechnologien
1993 war Berry Mitbegründer von Ornet  Data Communication Technologies, das skalierbare und effiziente Ethernet-Switches entwickelte.  Während der Mittelbeschaffung für Ornet war Berry als technische Managerin eines Industrieprojekts bei Elbit Systems tätig.  Im September 1995 wurde Ornet von Siemens übernommen, welches die erste Übernahme eines israelischen Start-ups durch einen europäischen Konzern war.

## Öffentlicher Dienst
Ende 1996 wurde Berry als erste Frau zur Chefwissenschaftlerin und Direktorin der Verwaltung für industrielle Forschung und Entwicklung ernannt. Während sie in diesem Amt tätig war, war sie Vorsitzende der BIRD Foundation, die dazu beiträgt, die Beziehungen zwischen US-amerikanischen und israelischen Unternehmen mit Fokus auf Forschung und Entwicklung zu fördern. Sie verhandelte die Teilnahme der israelischen Regierung am europäischen Fünften Rahmenprogramm für Forschung und Entwicklung und leitete ISERD, die Regierungsorganisation, die für die Teilnahme des Landes an dem Programm verantwortlich ist. Sie leitete auch die gemeinsamen Forschung und Entwicklung -Fonds mit Kanada, Großbritannien, Südkorea und Singapur.
Berry nahm am 2007 Brodet-Ausschuss und 2012 am Tishler-Ausschuss teil, die beide gegründet wurden, um den israelischen Verteidigungshaushalt und seine Verwaltung zu untersuchen. Ab 2018 leitete sie nationale Wissenschafts- und Technologieinitiativen in den Bereichen Quanten und künstliche Intelligenz.

## Unternehmertum
Im Sommer 2000 verließ Berry den öffentlichen Sektor, kehrte in die Privatwirtschaft zurück. Sie war während ihrer Zeit in der Privatwirtschaft bis Januar 2011 als unabhängige Partnerin bei Gemini Israel Ventures und als Vizepräsidentin und CEO im Exzellenzzentrum von EMC tätig, wo sie die Einrichtung des F&E-Zentrums des Unternehmens in Beʾer Scheva leitete. Später wurden ihre Führungsaufgaben im Unternehmen mit ihrer Ernennung zum Vice President für Innovation und Wachstum erweitert. Berry blieb nach der Dell-EMC-Fusion im Jahr 2016 im Unternehmen, bis sie 2018 von ihrer Funktion zurücktrat, um in den öffentlichen Dienst zurückzukehren. Ende 2006 wurde Berry zur Vorsitzenden der Israeli Venture Capital Funds Association (IVA) gewählt, wo sie drei Jahre lang tätig war. 2008 schloss sie sich einem Projekt an, um in israelische Pre-Seed-Startups zu investieren. 2009 wurde sie Vorsitzende der israelisch-australischen Handelskammer (IACC) und Vorsitzende des Exekutivkomitees des Academic College Tel Aviv-Jaffa.
Berry kehrte im Oktober 2021 in die Privatwirtschaft zurück, als sie zum Director of Technology im Büro des CTO bei Google Cloud ernannt wurde.

## Ehrenamtliche Tätigkeiten
Unter ihren freiwilligen Tätigkeiten diente Berry als Vorstandsmitglied der Kav Mashve Association, einer gemeinnützigen Organisation zur Förderung der Beschäftigung von arabischen Akademikern auf der Grundlage ihres akademischen Hintergrunds und ihrer Fähigkeiten. Sie war Vorstandsmitglied von BG Negev Technologies, Mitglied der Ausschüsse für Patente und geistiges Eigentum an der Ben-Gurion-Universität im Negev, und sie ist  Vorstandsmitglied von Ramot, der Technologietransfergesellschaft der Universität Tel Aviv und TAU Unternehmungen.
Berry war Mitglied der WIR-Expertengruppe (Women in Industrial Research), die der Europäischen Kommission ihre Ergebnisse vorlegte. Sie war auch Mitglied des EURAB Research Council, wo sie Professor Ruth Arnon als Mitglied ersetzte und unter anderem zu Studien über die Ausweitung von Wettbewerbsfähigkeit und Wachstum als Folge der Ausweitung der Nutzung von Wissenschaft und Technologie beitrug.
Berry war Mitglied des Forschungsteams der Association for Computing Machinery. Von 2009 bis 2017 war Berry Vorsitzende der Handelskammer für Israel, Australien, Neuseeland und Ozeanien (IACC). Von 2010 bis 2017 war sie Vorsitzende des Exekutivkomitees des Academic College of Tel Aviv-Yafo, wo sie auch Mitglied des Kuratoriums war.

## Auszeichnungen und Ehrungen (Auswahl)
- 2005: Vom amerikanischen Technologiemagazin Red Herring als „eine der 25 einflussreichsten und wichtigsten Frauen in der Technologiewelt“ ausgezeichnet
- 2008: Platz 4 in der Umfrage Most influential women in the Israeli capital market des israelischen Wirtschaftsnachrichtenportals Calcalist[7]
- 2011: Viterbi Award der USC Viterbi School of Engineering, University of Southern California[8]
- 2012: Yekirat HaNegev-Preis der Ben-Gurion-Universität im Negev[9]
- 2012: Platz 70 auf der Liste der „100 einflussreichsten Personen in Israel“, die vom israelischen Finanzmagazin The Marker zusammengestellt wurde
- 2014: Aufnahme in die Women in Technology International Hall of Fame[10]
- 2015: Anerkennungsurkunde der israelischen Niederlassung des IEEE
- 2017: Honorary Fellowship Award des Academic College of Tel Aviv Yafo
- 2017: Honorary Fellowship Award des Interdisziplinären Zentrums Herzliya (IDC)[11]
- 2018: Cyber Protector Award, Tel Aviv University
- 2018: Ehrendoktorwürde in Ingenieurwissenschaften McGill University, Montreal[12]
- 2019: Platz 51 auf der Liste  der 100 einflussreichste Menschen in Israel, zusammengestellt vom israelischen Finanzmagazin The Marker
- 2021: Hugo-Ramniceanu-Preis für Wirtschaftswissenschaften der Universität Tel Aviv
- 2021: Peres Center for Peace and Innovation Award